# Gillis van Coninxloo
Gillis van Coninxloo, född 24 januari 1544, död 4 januari 1607, var en nederländsk landskapsmålare.
Coninxloo tillhörde en stor målarsläkt i Antwerpen, där han till en början verkade. Senare bosatte han sig i Amsterdam. Coninxloo är den förste mästaren av ett mer naturåtergivande landskapsmåleri, där man tidigare främst skapat ideallandskap. Hans sällsynta tavlor finns i Dresden, Schwerin och i det Liechtensteinska galleriet i Wien. En tidigare Alexander Keirincx tillskriven målning i Lunds universitets samling är möjligen skapad av Coninxloo.